# Apollonios de Tyr
Pour les articles homonymes, voir Apollonios.
Apollonios de Tyr est un philosophe stoïcien et un historien de la philosophie qui a vécu au Ier siècle av. J.-C..
Selon Strabon, Apollonios est l'auteur d'un Répertoire des philosophes de l'école de Zénon, ainsi que de leurs écrits. Diogène Laërce l'utilise comme source dans son livre VII, consacré à la philosophie stoïcienne. Il fait ainsi notamment référence à un Sur Zénon, ouvrage en plusieurs livres, qui selon les analystes les mieux autorisés, serait intégré au Répertoire.
L'érudit byzantin Photius mentionne également le cas d'un « ouvrage d'Apollonius le stoïcien sur les femmes qui ont cultivé la philosophie ou accompli d'autres œuvres illustres et grâce auxquelles les familles ont été ramenées à la concorde ». Il n'est cependant pas certain qu'il s'agisse d'Apollonios de Tyr, même si cela semble une hypothèse vraisemblable.